# Guyruita
Guyruita là một chi nhện trong họ Theraphosidae.

## Các loài
Chi này gồm các loài:
- Guyruita atlantica Guadanucci et al., 2007
- Guyruita cerrado Guadanucci et al., 2007
- Guyruita waikoshiemi (Bertani & Araújo, 2006)